# 成州 (甘粛省)
成州（せいしゅう）は、中国にかつて存在した州。南北朝時代から明初にかけて、現在の甘粛省隴南市北部に設置された。

## 魏晋南北朝時代
504年（正始元年）、北魏により設置された南秦州を前身とする。南秦州は天水郡・漢陽郡・武都郡・武階郡・脩城郡・仇池郡の6郡18県を管轄した。
554年（廃帝3年）、西魏により南秦州は成州と改称された。

## 隋代
隋初には、成州は2郡3県を管轄した。583年（開皇3年）、隋が郡制を廃すると、成州の属郡は廃止された。607年（大業3年）に州が廃止されて郡が置かれると、成州は漢陽郡と改称され、下部に3県を管轄した。隋代の行政区分に関しては下表を参照。
| 州 | 成州          | 成州   | 郡 | 漢陽郡               |
| 郡 | 仇池郡        | 長道郡 | 県 | 上禄県 潭水県 長道県 |
| 県 | 倉泉県 潭水県 | 漢陽県 | 県 | 上禄県 潭水県 長道県 |

## 唐代
618年（武徳元年）、唐により漢陽郡は成州と改められた。742年（天宝元年）、成州は同谷郡と改称された。758年（乾元元年）、同谷郡は成州の称にもどされた。成州は隴右道に属し、同谷・上禄・長道の3県を管轄した。762年（宝応元年）、成州は吐蕃に占領された。789年（貞元5年）、泥公山に成州として仮設置された。872年（咸通13年）、同谷県に成州が設置された。

## 宋代以降
宋のとき、成州は秦鳳路に属し、同谷・栗亭の2県を管轄した。1225年（宝慶元年）、成州は同慶府に昇格した。
1241年、モンゴル帝国により同慶府は成州と改められたが、秦州の天水県は成州に移管された。1270年（至元7年）、同谷・天水の2県が廃止され、成州に編入された。元のとき、成州は陝西等処行中書省に属し、属県を持たない散州となった。
1377年（洪武10年）、明により成州は成県に降格し、鞏昌府に属すこととなった。